# Irene Prescott
Irene Prescott, född 21 juni 1994, är en tongansk simmare.
Prescott tävlade för Tonga vid olympiska sommarspelen 2016 i Rio de Janeiro, där hon blev utslagen i försöksheatet på 50 meter frisim.